# Герра, Рита
Ри́та Ге́рра (порт. Rita Guerra, род. 22 октября 1967 года) — португальская певица, представительница Португалии на конкурсе песни Евровидение — 2003.

## Карьера
В 1992 году Рита пытается пробиться на Евровидение, но занимает второе место в национальном отборе с песней «Meu amor inventado em mim». В том же году выходит её первый альбом «Pormenores sem a mínima importância».
В 2003 году португальский телеканал RTP назначает Риту представителем Португалии на конкурсе песни Евровидение-2003 в Риге, Латвия. По итогам национального отбора была выбрана песня «Deixa-me sonhar (só mais uma vez)» (Дай мне помечтать (хотя бы раз)), с которой певица и выступила на конкурсе. Это была первая песня Португалии на Евровидении, исполненная не полностью на португальском языке.
Однако конкурс для певицы нельзя назвать успешным. За день до конкурса стало известно, что брат Риты скончался от рака. Несмотря на отличное исполнение песни и положительные отзывы со стороны критиков, Герра заняла в финале конкурса лишь 22 место (из 26 участников), набрав 13 баллов. Наибольшее количество баллов (6) Португалия получила от Франции.

## Дискография
- Pormenores sem a mínima importância (1992)
- Indepence Days (1995)
- Desencontros (2000)
- Canções do Século
- Rita (2005)
- Rita (Special Edition) (2006)